# اریک ننینگر
اریک ننینگر (انگلیسی: Eric Nenninger؛ زادهٔ ۱۹ نوامبر ۱۹۷۸) هنرپیشه اهل ایالات متحده آمریکا است. وی از سال ۲۰۰۰ میلادی تاکنون مشغول فعالیت بوده‌است.
از فیلم‌ها و مجموعه‌های تلویزیونی که وی در آن نقش داشته‌است، می‌توان به پرونده‌های ایکس، علف، ۲۴، نسل‌کشی، مد من، کسل و مترسک‌های ترسناک ۲ اشاره کرد.